# Алексеевка (Пермский край)
Алексеевка — деревня в Кудымкарском районе Пермского края. Входит в состав Егвинского сельского поселения. Располагается на правом берегу реки Велвы северо-восточнее от города Кудымкара. Ближайшие населённые пункты — Дерсканова и Родева. По данным Всероссийской переписи населения 2010 года, в деревне проживало 25 человек (9 мужчин и 16 женщин).